# Kiseldioxid
Kiseldioxid (SiO2) är en förening av kisel och syre. I jordskorpan förekommer kiseldioxid bland annat i form av kvarts (lågkvarts). Inom livsmedelsindustri betecknas kiseldioxid med E-nummer E 551.

## Kemiska egenskaper
Kiseldioxid är en sur oxid. Inom industrin framställs kiselgel ur salter av kisel (silikater, särskilt natriumsilikat) som behandlas med saltsyra eller svavelsyra så att det bildas en gelémassa. Den erhållna gelémassan renas med syror eller alkalier. Efter reningen torkas gelémassan till önskad vattenhalt för att sedan malas ned till ett mycket fint pulver i särskilda kvarnar. Genom att åter blanda pulvret med vatten erhåller man kiselsyragel.
Vid uppvärmning till 575 °C övergår kvarts snabbt till högkvarts, som vid högre temperatur långsamt småningom övergår i kristobalit. Vid 1 720 °C smälter kiseldioxid. Vid förhöjt tryck eller närvaro av föroreningar förekommer modifikationerna tridymit, coesit och stishovit. Förutom dessa nämnda modifikationer som samtliga är kristallina kan kiseldioxid uppträda med oordnad struktur och kallas då kvartsglas eller kiseldioxidglas. Oordnade kiseldioxidstrukturer innehållande vatten kallas sammanfattande kiselsyragel (även kallad kiselgel), som uppträder som mineralerna opal, karneol, agat, kalcedon, onyx, jaspis och flinta. Gemensamt för alla modifikationerna av kiseldioxid är att de är uppbyggda av kiselatomer som var och en är bunden till fyra syreatomer, medan varje syreatomer är bunden till två kiselatomer. Man kan se det som ett rymdnät av SiO4-tetraedrar med gemensamma hörn.

## Biologisk roll
Kiseloxid är en ganska stor beståndsdel i vissa växter – det rör sig om enhjärtbladiga växter som bambu och andra gräs och fräkenväxter. Ofta finns kiseloxiden som små kristaller i epidermis. Dessa kan överleva nedbrytning och bevaras som mikrofossil. Kiselalger använder kiseldioxid i sitt skal.

## Användningsområden
- Tillverkning av glas, porslin, glasyr, silikategel och emaljer
- Tillsats i tandkräm
- Klumpförebyggande medel (E 551) i livsmedel
- Torkmedel i fuktkänslig elektronik
- Hjälpmedel i läkemedelsformuleringar
- Tillsats i lackskydd och bilschampo
- Klarningsmedel i vin, cider och fruktjuice

## Alternativa namn
Kiseldioxid går även under namnen:
- kiselsyreanhydrid
- kiseljord (se också kiselgur)
- kiselsyra (H2SiO3)